# Ermita de Santa Paula (Denia)
La ermita de Santa Paula en el municipio de Denia (Provincia de Alicante, España) está situada al oeste y a un kilómetro y medio de la ciudad, y da nombre a la partida donde su ubica.
El modelo de ermita se adscribe al grupo denominado "de conquista", de una sola nave, con arcos ojivales, modelo que perdura hasta el siglo XVI, y que desaparece con la llegada del renacimento. 
El modelo se aleja de los ejemplos del siglo XII, por lo que podríamos datarla, a falta de más, hacia la primera mitad del siglo.
Se trata de un edificio de una nave de planta rectangular, ligeramente desencuadrada. En el interior, dos arcos apuntados casi de medio punto subdividen la planta en tres tramos. Un banco adosado a los muros recorre toda la ermita.